# Barú (Kolumbien)
Barú ist ein Ort an der Spitze der Halbinsel Barú, an der karibischen Küste Kolumbiens. Der Ort ist ein Corregimiento der Gemeinde Cartagena de Indias im Departamento de Bolívar und hat 2.212 Einwohner (Stand: 2005).
Der Ort liegt am Nordufer einer fast geschlossenen Bucht, die zum einen nach Süden zur Bahía Barbacoas geöffnet, zum anderen durch einen schmalen Kanal mit dem Meer nördlich der Halbinsel verbunden ist.